# Джеймс Доббінс
Джеймс Френсіс Доббінс-молодший (31 травня 1942 — 3 липня 2023) — американський дипломат. Був послом США у Європейському Союзі (1991-1993) та Афганістані (2001—2002).

## Життєпис
Доббінс отримав ступінь бакалавра наук з міжнародних відносин у Школі іноземних служб Джорджтаунського університету.
Працював послом США в Європейському Союзі (1991–1993 рр.), Помічником державного секретаря з питань Європи (2001 р.) та спеціального представника з питань Афганістану і Пакистану (травень 2013 - липень 2014). Він є членом Американської академії дипломатії. Він був посланцем у Косові, Боснії, Гаїті та Сомалі. У 2001 році він очолив переговори, що призвели до Боннської угоди. Очолював міжнародну політику та політику безпеки корпорації RAND.

## Автор праць
- "Iraq: Winning the Unwinnable Wars", Foreign Affairs, January/February 2005 [Архівовано 3 лютого 2015 у Wayback Machine.]
- "Who Lost Iraq?", Foreign Affairs, September/October 2007 [Архівовано 24 січня 2015 у Wayback Machine.]
- "Counterinsurgency in Iraq", Senate Armed Services Committee, 2-26-09
- Dobbins, James (3 березня 2009). To Talk With Iran, Stop Not Talking. The Washington Post. Архів оригіналу за 30 вересня 2019. Процитовано 5 травня 2010.
- Dobbins, James (16 січня 2010). Skip the Graft. The New York Times. Архів оригіналу за 30 вересня 2019. Процитовано 5 травня 2010.
- Occupying Iraq: A History of the Coalition Provisional Authority [Архівовано 30 вересня 2019 у Wayback Machine.] The RAND Corporation. By James Dobbins, Seth G. Jones, Benjamin Runkle, Siddharth Mohandas, 2009.